# Могутній Барнум (фільм, 1934)
Могутній Барнум (англ. The Mighty Barnum) — американська біографічна кінокомедія режисера Волтера Ленга 1934 року.

## Сюжет
Комічні подвиги шахрая і шоумена Ф. T. Барнума з ранніх днів до створення Найбільшого шоу на Землі.

## У ролях
- Воллес Бірі — Фінеас Тейлор Барнум
- Адольф Менжу — Бейлі Волш
- Вірджинія Брюс — Єнні Лінд
- Рошелль Хадсон — Еллен
- Джанет Бічер — Ненсі Барнум
- Таммані Янг — Тодд
- Херман Бінг — фермер Шульц
- Люсіль Ла Верн — Джойс Хет